# Дроздова Тамара Олександрівна
Тамара Олександрівна Дроздо́ва (нар. 14 квітня 1919, Орша — пом. 25 лютого 1980, Харків) — українська радянська художниця і педагог; член Харківської організації Спілки радянських художників України з 1960 року.

## Біографія
Народилася 14 квітня 1919 року в місті Орша (нині Вітебська область, Білорусь). Протягом 1937—1941 років навчалася у Харківському художньому училищі; у 1944—1949 роках — у Харківському художньому інституті, де її педагогами були, зокрема, Олексій Кокель, Дмитро Шавикін, Григорій Томенко, Сергій Бесєдін. Дипломна робота — картина «Хліб — державі».
Певний час викладала у Дніпропетровському художньому училищі. Серед учнів: Віктор Бєлов, Юрій Злидень. Потім працювала на Харківському художньо-виробничому комбінаті Художнього фонду УРСР. Жила в Харкові, в будинку на вулиці Отакара Яроша, № 21а, квартира № 27. Померла у Харкові 25 лютого 1980 року.

## Творчість
Працювала в галузі станкового живопису та графіки, створювала пейзажі у реалістичному стилі. Серед робіт:
живопис
- «Хліб — державі» (1949, олія);
- «Перший хліб» (1950);
- «Здача хліба» (1950—1951);
- «Пісня про Батьківщину»/«За мир» (1951, у співавторстві з Володимиром Петровим та Іллею Ефроїмсоном);
- «Велика вода» (1954);
- «Колгоспна ГЕС на Ворсклі» (1957);
- «У нічному» (1960);
- «Хліба дозріли» (1961);
- «Під Ромнами»/«Річка Сула під Ромнами» (1961);
- «Молодик» (1963);
- «Світанок. Народжується день» (1964);
- «Над мирною землею» (1964—1965);
- «На Полтавщині» (1967);
- «Весняний Дінець» (1967);
- «Жито» (1968);
- «На Полтавщині» (1969);
- «Земля» (1969, полотно, олія; Харківський художній музей);
- «Жнива» (1972);
- «Маки» (1974);
- «Весна» (1974);
- «Тиша» (1975);
- «Безмежна синь» (1975);
- «Блакитне жито» (1976);
- «Простір» (1977);
- «Проліски» (1979);

графіка
- «Дорога» (1955, літографія);
- «Хмарний день» (1957, літографія);
- «Журавлі» (1962, кольорова літографія);
- «Веселка» (1963, кольорова літографія);
- «Квітень» (1963, офорт, акватинта, м'який лак);
- «Верби» (1963, літографія);
- «Колгоспні лани» (1963, літографія);
- «Тече вода із-за гаю та попід горою» (1964, літографія).

Брала участь у республіканських виставках з 1951 року, всесоюзних та зарубіжних — з 1956 року.
Окремі роботи художниці зберігаються в Національному художньому музеї України в Києві, Харківському, Полтавському, Сумському художніх музеях.